# St. Petri und Pauli (Reinsdorf)

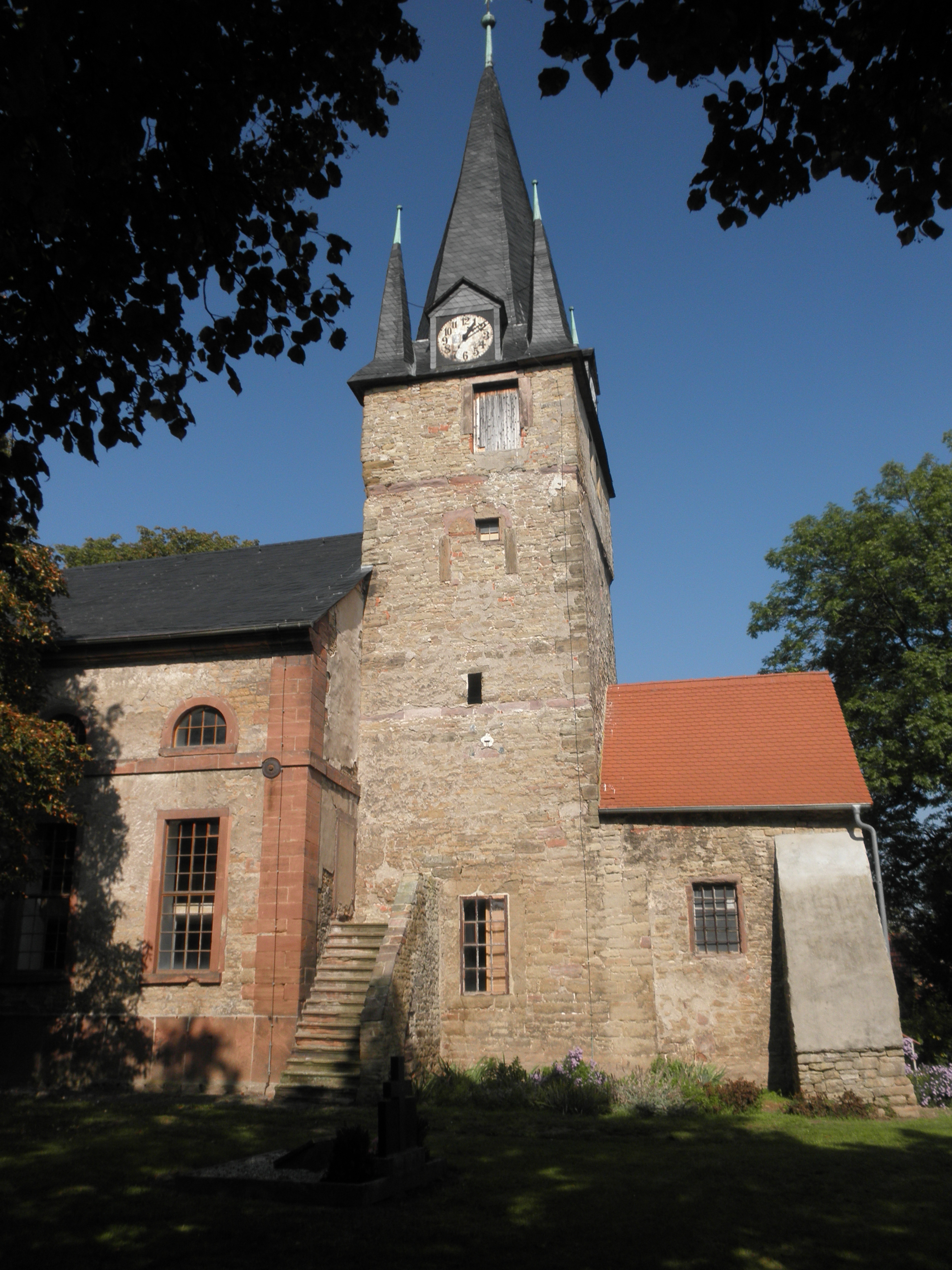
St. Petri und Pauli

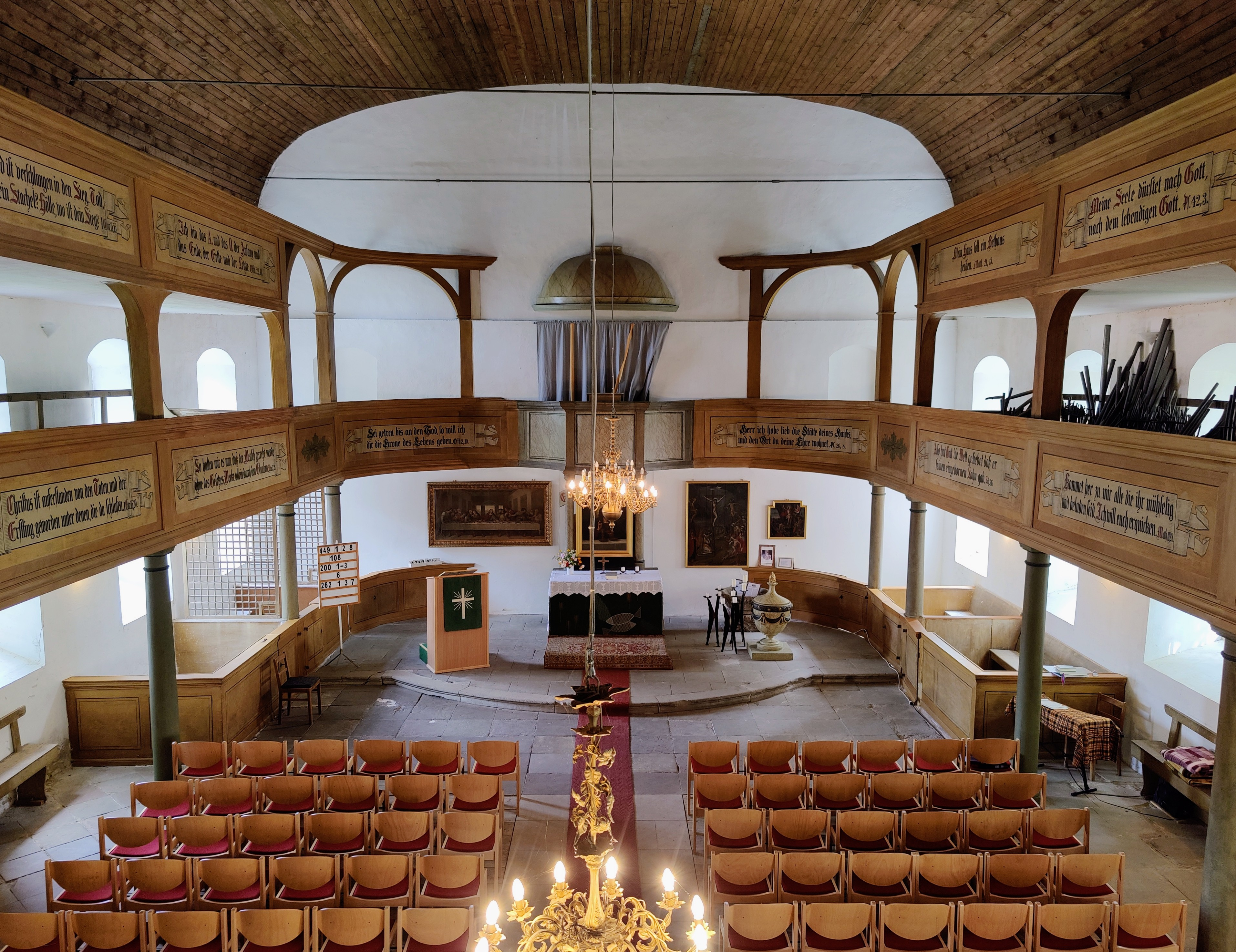
Innenraum

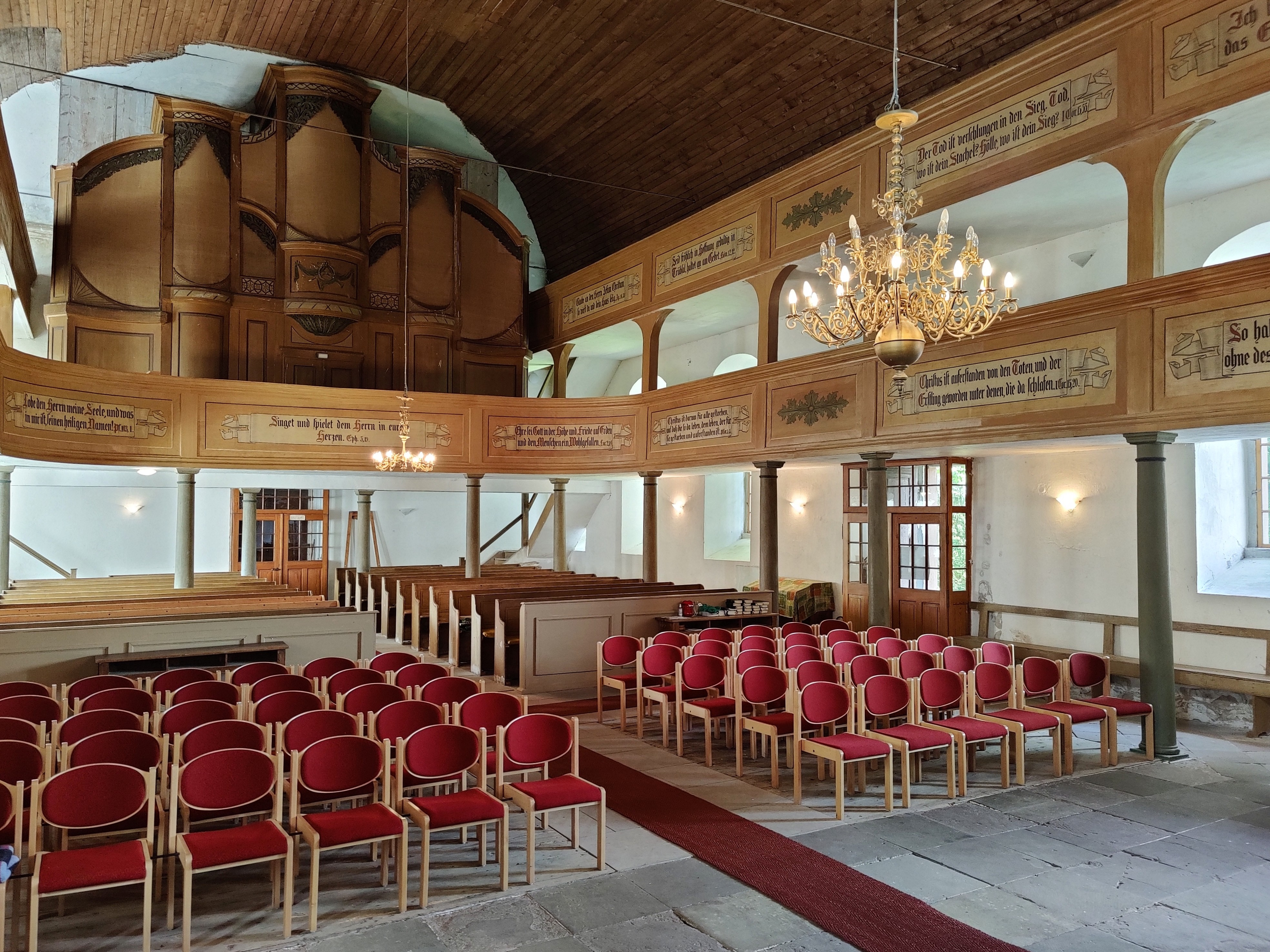
Ausgeräumte Orgel (2021)

Die evangelisch-lutherische, denkmalgeschützte Kirche St. Petri und Pauli steht in Reinsdorf, einer Gemeinde im thüringischen Kyffhäuserkreis. St. Petri und Pauli gehört zur Kirchengemeinde RG Artern-Heldrungen im Pfarrbereich Artern-Heldrungen II (Artern) im Kirchenkreis Eisleben-Sömmerda der Evangelischen Kirche in Mitteldeutschland.

## Beschreibung
Die klassizistische Saalkirche von 1824 hat den stattlichen Chorturm und das daran anschließende Joch für den Chor aus Bruchsteinen von einem mittelalterlichen Vorgängerbau übernommen. Der Turm wird durch einen schiefergedeckten, achtseitigen, spitzen Helm und schlanke Ecktürmchen mit dazwischen liegenden Turmuhren abgeschlossen. An den Langseiten des Kirchenschiffes befinden sich je drei Rechteckfenster, die über einem Fries durch Bogenfenster fortgesetzt werden. Beidseitig der Langseiten liegen die Portale zwischen Lisenen. Der mit einem offenen Dachstuhl überspannte Innenraum des Kirchenschiffes hat umlaufende, an den Langseiten zweigeschossige Emporen und einen vorkragenden Kanzelaltar. Das Taufbecken stammt aus der Bauzeit des Kirchenschiffes. Die Kirchenausstattung ist klassizistisch. Die Orgel mit 27 Registern, verteilt auf 2 Manuale und ein Pedal, wurde 1826 von Johann Michael Gottlob Böhme gebaut, 1882 von Julius Strobel umgebaut und nach Beschädigungen 1990 von Norbert Sperschneider, dem Nachfolger von Gerhard Kirchner, ausgeräumt und eingelagert. Seitdem ist das Instrument nicht mehr spielbar.